# 제레미 캘러헌
제레미 캘러헌(Jeremy Callaghan, 1967년 7월 22일 ~ )은 오스트레일리아의 배우, 저널리스트, 텔레비전 배우이다.

## 영화
- 그레이트 레이드 (2005년) - Lt. 에블 역
- 테러리스트 (2002년)
- 홀비시티 시즌1 (1999년)
- 잃어버린 세계 (1999년)
- 폴리스 129 (1994년)
- 쇼틀랜드 스트리트 (1992년)